# Biagio da Morcone
Biagio da Morcone (Morcone, ... – ...; fl. XIV secolo) è stato un giurista italiano del XIV secolo.
Ecclesiasta, preposito di Atina, è stato uno dei più importanti giureconsulti del XIV secolo, autore di una serie glosse alle costituzioni del Regno di Napoli.

## Opere
La sua opera principale è un ampio trattato, il De differentiis inter ius longobardorum et ius romanorum, che resta uno dei più importanti scritti di comparazione tra il diritto romano e il diritto longobardo. Nella sua opera, i singoli istituti del diritto privato e del diritto pubblico longobardo sono esaminati e messi in analisi per differentiae col diritto romano. Un manoscritto dell'opera, che si credeva perduta, ma già citata in molti trattati, fu ritrovato presso la Biblioteca Oratoriana di Napoli, e pubblicato dalla Società Napoletana di Storia Patria, a cura e a spese di Giovanni Abignente, a Napoli nel 1912.